# Emballonura raffrayana
Emballonura raffrayana is een vleermuis uit het geslacht Emballonura die voorkomt van de Molukken via Nieuw-Guinea en omliggende eilanden en de Bismarckarchipel tot de Salomonseilanden. De soort is gevonden op de eilanden Ambon, Biak-Supiori, Ceram, Choiseul, Gebe, Guadalcanal, Halmahera, Japen, Malaita, New Georgia, Nieuw-Guinea, Nieuw-Ierland, Numfor, Santa Isabel en Tabar. De soort wordt verdeeld in drie ondersoorten: cor Thomas, 1915 in de Salomonseilanden, stresemanni Thomas, 1914 op Ceram en raffrayana Dobson, 1879 op Nieuw-Guinea en nabijgelegen eilanden. Op Nieuw-Guinea komt de soort voor van zeeniveau tot 1320 m hoogte. Dit dier roest in grotten.
E. raffrayana is een middelgrote Emballonura met een bruine vacht, zeer grote ogen en brede oren. De kop-romplengte bedraagt 37,5 tot 51 mm, de staartlengte 10,5 tot 14,3 mm, de voorarmlengte 36,9 tot 41,8 mm, de tibialengte 13,9 tot 16,9 mm, de oorlengte 14,0 tot 15,8 mm en het gewicht 4,2 tot 6,2 g.
Emballonura alecto · Emballonura beccarii · Emballonura dianae · Emballonura furax · Emballonura monticola · Emballonura raffrayana · Emballonura semicaudata · Emballonura serii